# Erdélyi Orvosi Lap
Erdélyi Orvosi Lap az első romániai magyar orvosi folyóirat. 1920. szeptember 1-jén indították meg Kolozsvárt Benedek László és Purjesz Béla orvosok "abban a szent meggyőződésben, hogy kultúrmissziót teljesít", amint Veress Ferenc Felhívás magyar orvostársainkhoz c. későbbi röpiratában (Kolozsvár, 1922) megfogalmazta.

## Munkatársai
A lap hat évfolyama népes és rangos munkatársi gárdát mozgósított. Már a II. évfolyam 4. számától az EME védnöksége alatt, az Orvostudományi Szakosztály hivatalos közlönyeként jegyezte magát. Az Erdélyi Orvosi Lap Tudományos Közleményei címmel sorozatban jelentek meg különlenyomatban is fontosabb tanulmányai: 39 szerző összesen 69 munkája került így a közönség elé Koleszár László, Filep Gyula, Veress Ferenc és Pataki Jenő kiadásában. Eredeti dolgozatokon kívül tág teret biztosított a szakirodalom ismertetésének, köztük Mátyás Mátyás, Steiner Pál, Török Imre, Vértes Oszkár, Zsakó István szakközleményei; Blatt Miklós, Koleszár László, Mester Emil érdekes tárcái, Pataki Jenő orvostörténeti adatközlései méltán keltették fel a nem szakmabeli olvasók figyelmét is. Mindezek ellenére 1925. november 15-én „az előfizetők részvétlensége folytán létében megrendült lap” beszüntette megjelenését.